# McHenry (Kentucky)
McHenry – miasto w Stanach Zjednoczonych, w stanie Kentucky, w hrabstwie Ohio.